# Arte longobarda

Pluteo di Teodote con grifoni, inizio VIII secolo, 177 x 66 cm. Pavia, Musei civici

Con arte longobarda si intende l'intera produzione artistica cui si diede corso in Italia durante il periodo e nel territorio della dominazione longobarda (VIII-VII), con residuale permanenza nell'Italia meridionale fino al X-XI secolo (Langobardia Minor), indipendentemente dall'origine etnica dei vari artefici, tra l'altro spesso impossibile da definire.
Al loro ingresso in Italia, il popolo germanico dei Longobardi portò con sé la propria tradizione artistica di matrice germanica, anche se già influenzata da elementi bizantini durante il lungo soggiorno del popolo in Pannonia (VI secolo); tale matrice rimase a lungo visibile nell'arte longobarda soprattutto nei suoi aspetti formali e ornamentali (simbolismo, horror vacui, decori fitomorfi o zoomorfi). In seguito al radicarsi dello stanziamento in Italia, ebbe inizio un vasto processo di fusione tra l'elemento germanico e quello romanico (latino-bizantino), che diede vita a una società sempre più indistinta (quella che, da lì a breve, sarebbe emersa come sic et simpliciter "italiana").
Un insieme di sette luoghi densi di testimonianze architettoniche, pittoriche e scultoree dell'arte longobarda, compreso nel sito seriale Longobardi in Italia: i luoghi del potere, è stato inscritto alla Lista dei patrimoni dell'umanità dell'UNESCO nel giugno 2011.

## Oreficeria
Già prima della loro discesa in Italia la principale espressione artistica dei Longobardi era legata all'oreficeria, che fondeva le tradizioni germaniche con le influenze tardo-romane recepite durante lo stanziamento in Pannonia (fine V-inizio VI secolo). Risalgono a questo periodo iniziale armi, gioielli e ornamenti rinvenuti nelle necropoli longobarde; particolarmente diffuse erano le fibule e le crocette in lamina d'oro lavorata a sbalzo, che presero il posto delle monete bratteate di ascendenza germanica già ampiamente utilizzate come amuleti. Le crocette, secondo una tipologia di origine bizantina, erano usate come applicazioni sull'abbigliamento. Gli esemplari più antichi presentano figure di animali stilizzati ma riconoscibili, mentre in seguito furono decorate con intricati elementi vegetali, all'interno dei quali comparivano talvolta figurine zoomorfe.
Rientrano in una produzione strettamente legata alla corte le croci gemmate, come la Croce di Agilulfo conservata al Museo e tesoro del duomo di Monza (inizio del VII secolo), con pietre dure di varie dimensioni incastonate a freddo in maniera simmetrica lungo i bracci. Un simile esempio di produzione aulica è la copertura dell'Evangeliario di Teodolinda, dove sulle placche d'oro sono sbalzate due croci decorate con gemme e pietre colorate (603, secondo la tradizione). Era in uso anche una tecnica di incastonatura a caldo, per la quale si usavano pietre e paste vitree fuse e versate in una fitta rete di alveoli. Altri capolavori, di datazione più discussa, sono la Chioccia con i pulcini e la Corona ferrea.

Evangeliario di Teodolinda, 603, Museo e tesoro del duomo di Monza.
Croce di Agilulfo, inizio VII secolo, 22,50 x 15 cm. Monza, Museo del Duomo.
Fibula, VII secolo, 7 cm. Parma, Museo nazionale di antichità.
Croce di Gisulfo, VII secolo, 11 cm. Cividale del Friuli, Museo archeologico nazionale.
Anello con sigillo di Trezzo d'Adda, VIII secolo. Milano.

### Armi
La produzione e la decorazione di armi utilizzavano le tecniche e gli stili dell'oreficeria sviluppando al contempo caratteri propri. I corredi funebri hanno restituito grandi scudi da parata in legno ricoperto di cuoio, sui quali potevano venir applicate sagome in bronzo: per esempio nello Scudo di Stabio (Berna, Historisches Museum) erano inchiodate figurine di animali e figure equestri senza precedenti, di immediato e raffinato dinamismo.
Un tentativo di recupero degli schemi paleocristiani, tipico della produzione aulica a partire dall'età teodolindea, è presente nella lastra frontale di elmo della Val di Nievole, detta lamina di re Agilulfo, risalente agli inizi del VII secolo e oggi conservata a Firenze (Museo del Bargello), dove il re in trono è affiancato dai suoi portalancia, da due vittorie alate quasi caricaturali e da dignitari che offrono corone, a comporre una parata regale simbolicamente espressiva del potere sovrano che testimonia lo sforzo di riusare modelli antichi secondo il sintetico sentire longobardo.

Figura zoomorfa, lastrina in bronzo dorato dello Scudo di Stabio, VII secolo. Berna, Historisches Museum.
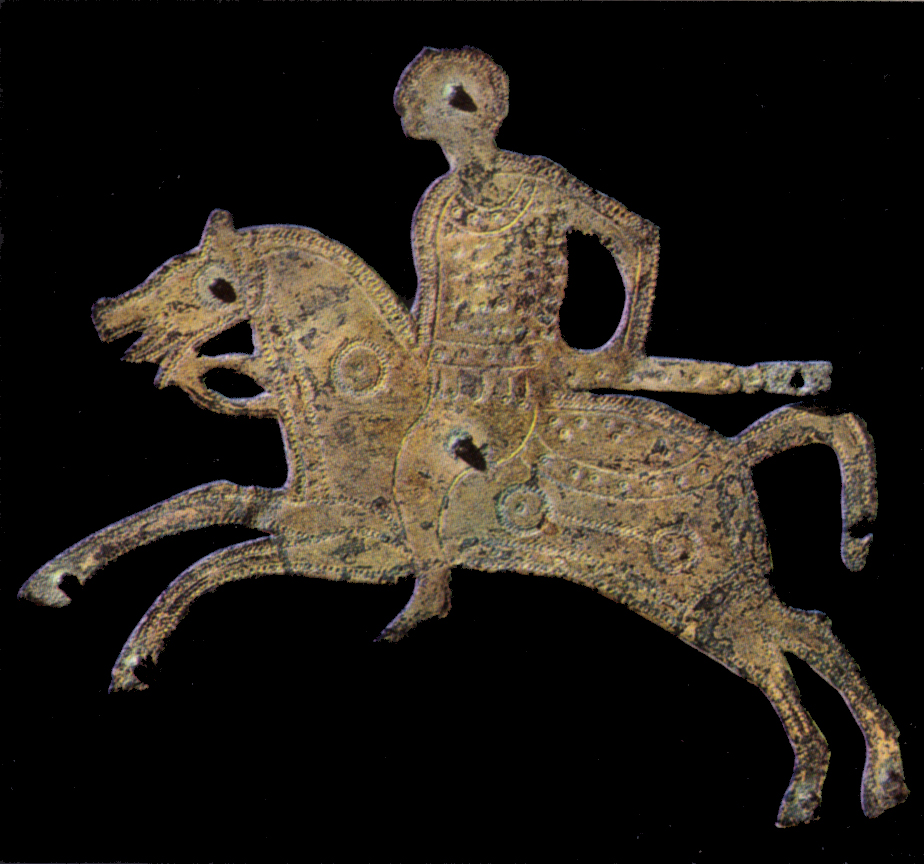
Cavaliere, lastrina in bronzo dorato dello Scudo di Stabio, VII secolo. Berna, Historisches Museum.
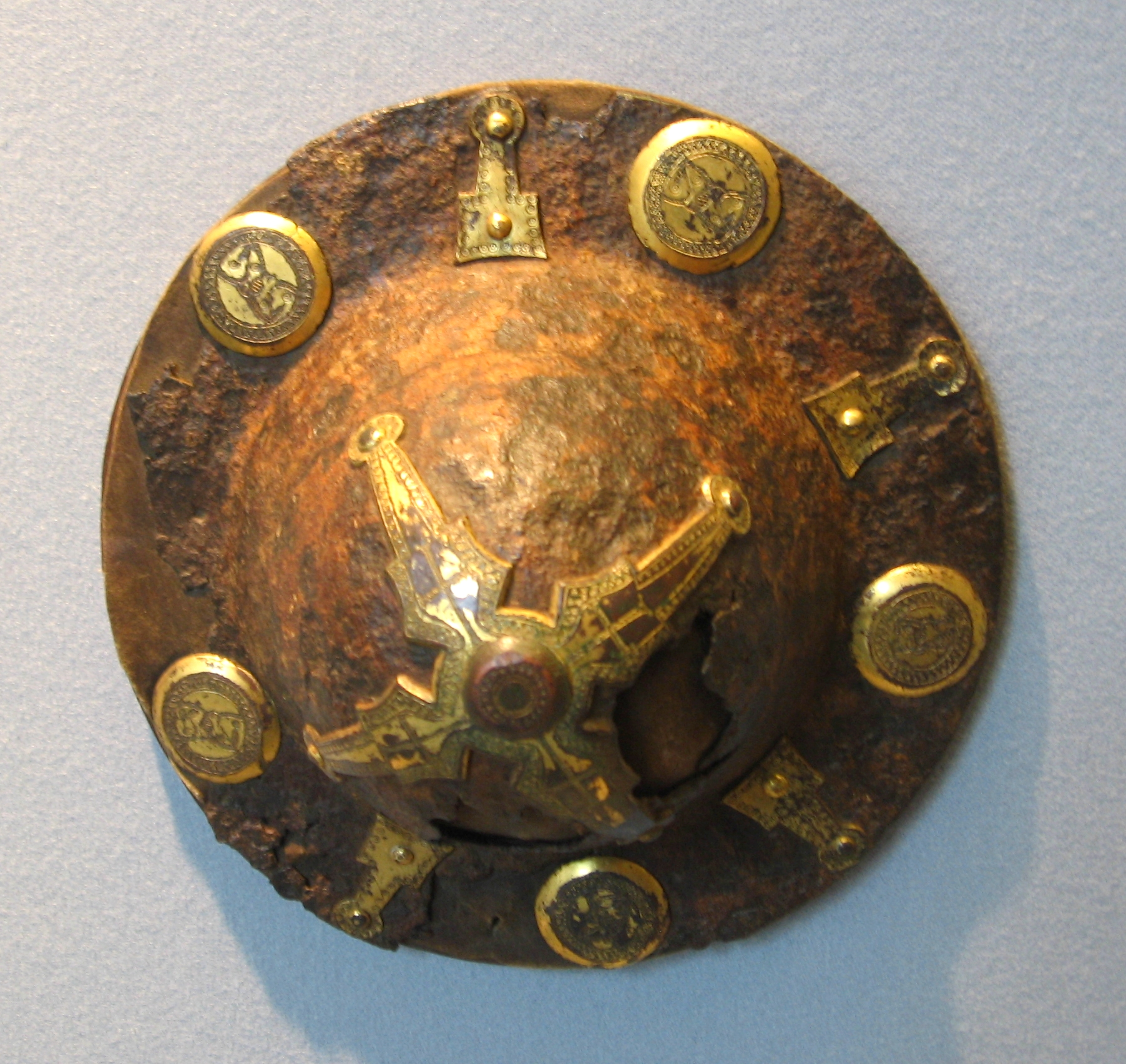
Umbone, VII secolo. New York, Metropolitan Museum of Art.
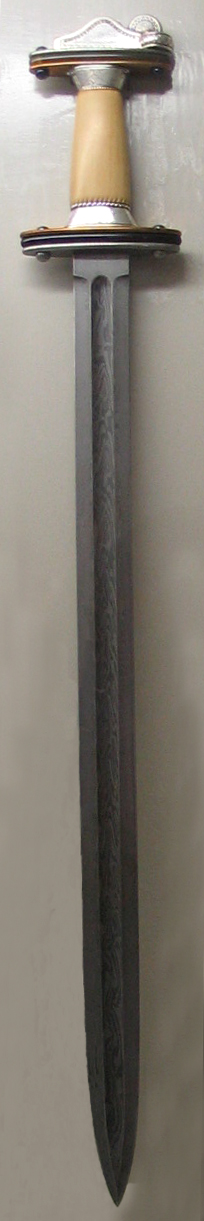
Spada (ricostruzione). Bergamo, Museo civico archeologico.
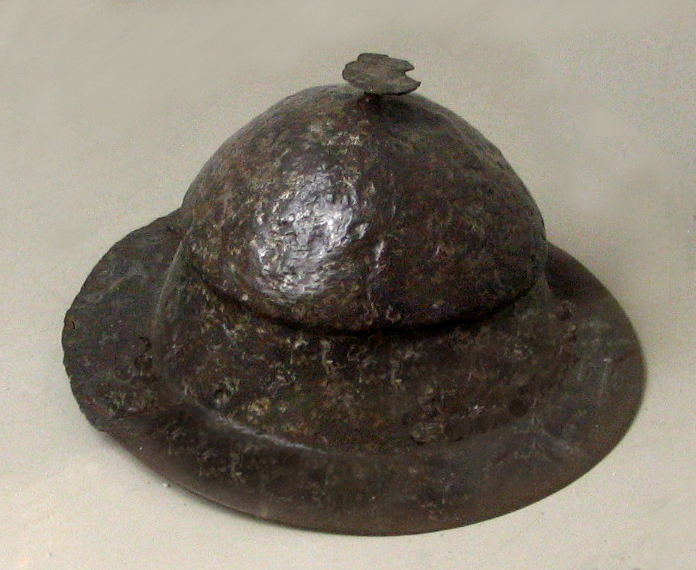
Umbone di Fornovo San Giovanni, VI-VII secolo. Bergamo, Museo civico archeologico.
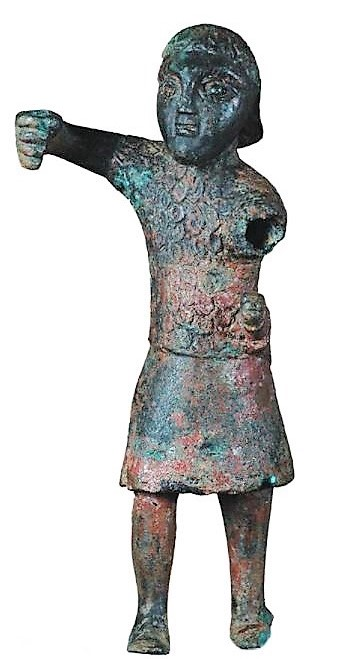
Bronzetto raffigurante un guerriero, VIII secolo, Pavia, musei Civici.

## Architettura

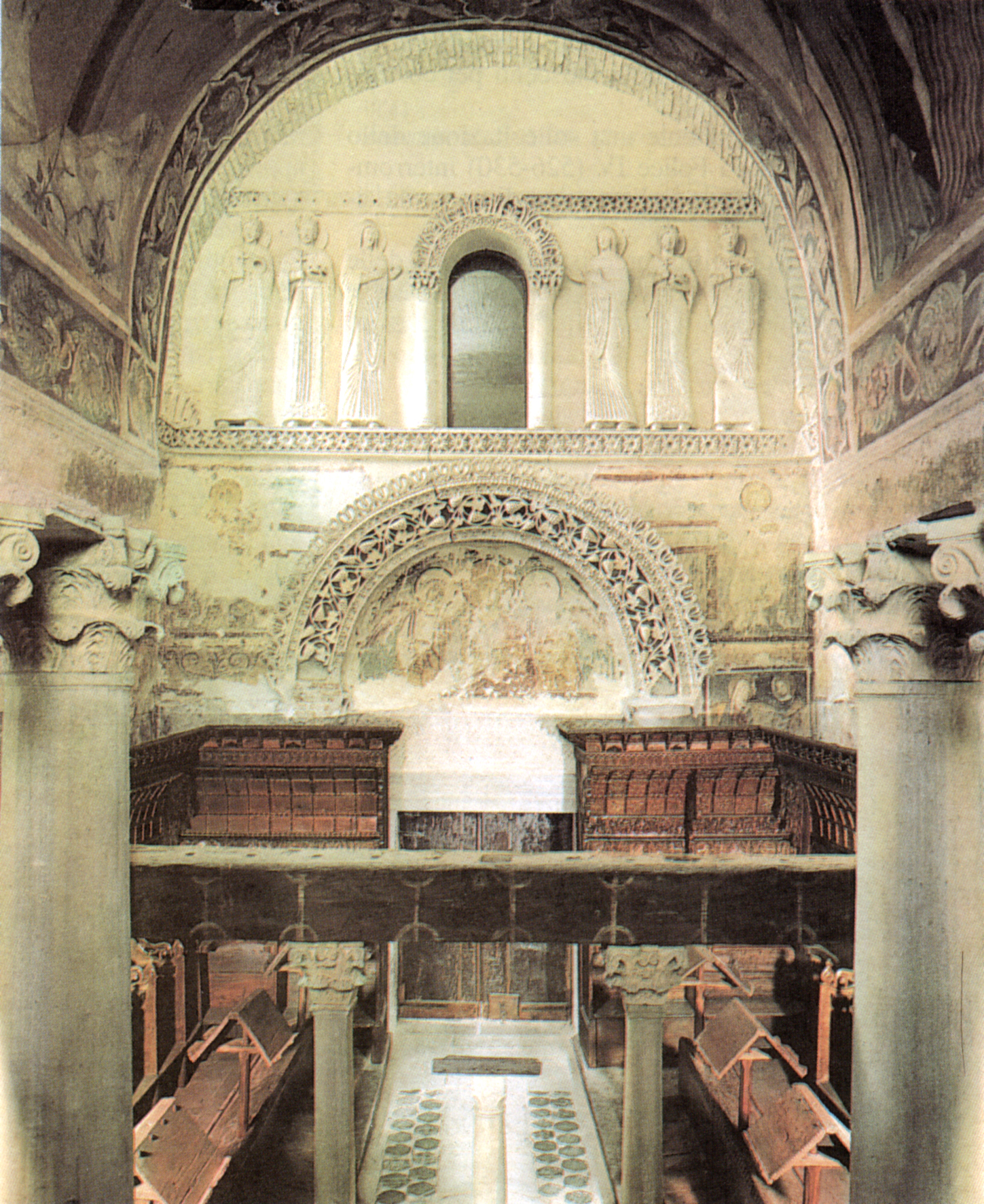
Tempietto longobardo (Cividale del Friuli), interno.

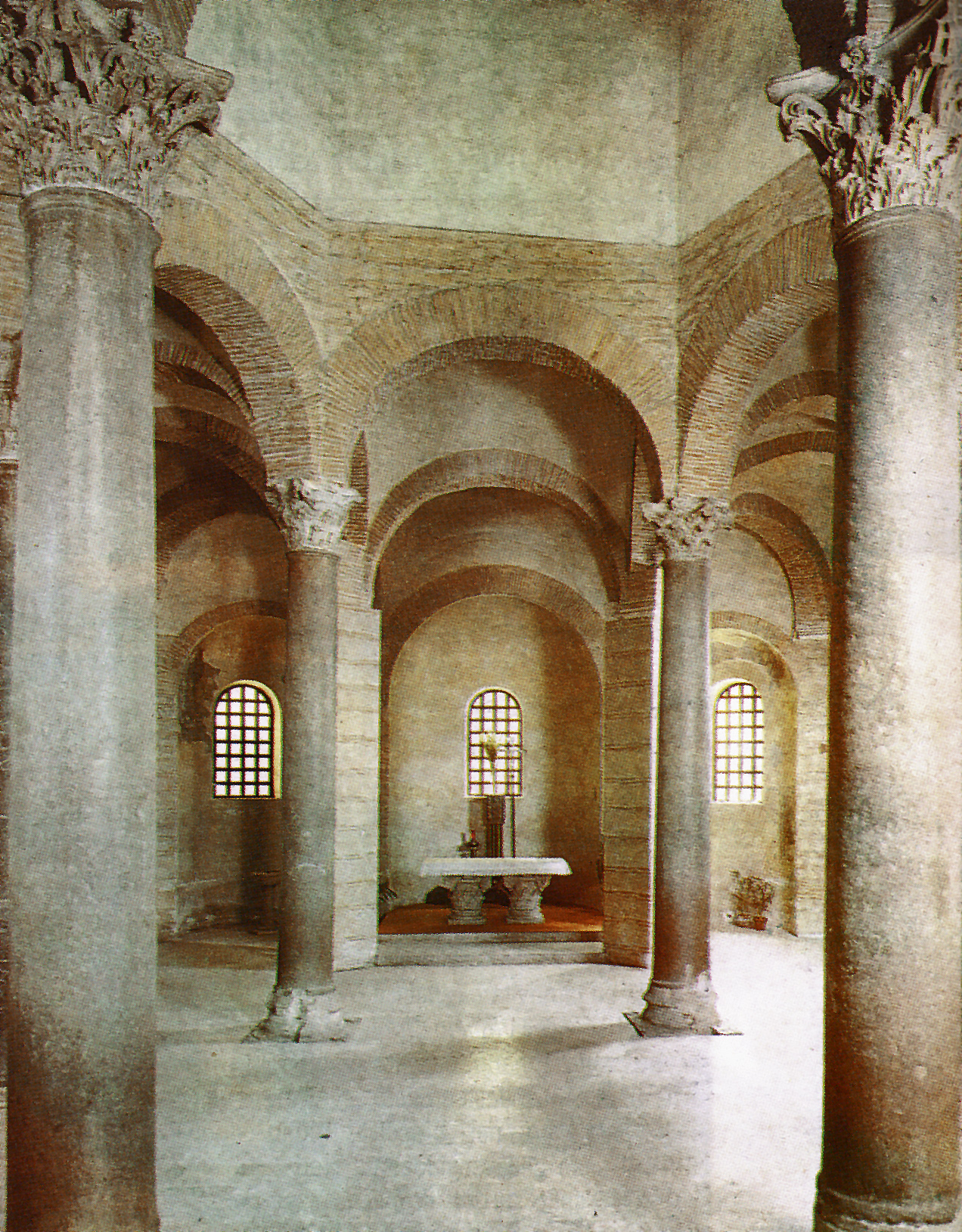
Chiesa di Santa Sofia (Benevento), interno.

L'attività architettonica sviluppata in Langobardia Maior è andata in gran parte perduta, per lo più a causa di successive ricostruzioni degli edifici sacri e profani eretti tra VII e VIII secolo. A parte il Tempietto longobardo di Cividale del Friuli, rimasto in gran parte integro, altre costruzioni a Pavia, a Monza o in altre località sono state ampiamente rimaneggiate nei secoli seguenti. Gran parte dell'edilizia longobarda era costituita essa stessa dal rifacimento o ristrutturazione di edifici preesistenti e veniva condotta riutilizzando materiali di spoglio tardoantichi. In ambito chiesastico essa intrecciava modelli culturali diversi, come è tipico delle società prive di tradizioni architettoniche proprie; tale pluralismo culturale diede origine a novità che sarebbero state oggetto di rielaborazione in età carolingia e preromanica.
A Pavia, capitale del Regno longobardo, lo slanciato corpo centrale della distrutta chiesa di Santa Maria alle Pertiche (fondata nel 677) fu il riferimento per architetture successive, come la chiesa di Santa Sofia a Benevento, o più tardi la Cappella Palatina di Aquisgrana; un esempio longobardo della stessa tipologia sopravvissuto fino a oggi è il battistero di San Giovanni ad Fontes, nella vicina Lomello, mentre della chiesa di Sant'Eusebio, della chiesa di Santa Maria delle Cacce e del monastero di San Felice rimane solo la cripta. La basilica Autarena di Fara Gera d'Adda fu in origine uno dei primi edifici longobardi triabsidati in cui si applicò uno schema di origine orientale, conosciuto attraverso canali adriatici, in seguito molto diffuso ma relativamente circoscritto alla Langobardia Maior. All'esterno della basilica Autarena si riconoscono le arcate cieche di derivazione bizantino-ravennate, riprese successivamente nel motivo degli archetti pensili romanici. Altri esempi di tale iconografia, accomunati dalle dimensioni contenute pur nelle varianti di impianto, sono l'oratorio di San Michele alla Pusterla nel monastero di Santa Maria Teodote a Pavia, della fine del VII secolo, e la basilica di San Giovanni Evangelista in cui è possibile distinguere almeno tre fasi costruttive, dal V secolo all'età carolingia. L'area archeologica di Castelseprio (Varese) è la principale testimonianza architettonica longobarda della Neustria al di fuori di Pavia, della quale restano integri il Torrione di Torba e la chiesa di Santa Maria foris portas, risalente all'ultimo scorcio dell'età longobarda e ospitante uno dei più raffinati cicli pittorici dell'Alto Medioevo.
A Monza rimane una torre longobarda forse facente parte dello scomparso Palazzo Reale di Teodolinda e oggi inclusa nell'abside del Duomo. Altre tracce di architettura longobarda in area lombarda sono la chiesa di Santo Stefano Protomartire di Rogno, in provincia di Bergamo e, a Brescia, la chiesa di San Salvatore, costruita su un primo impianto triabsidato con pianta a T, databile alla seconda metà del VII secolo. In tutti questi edifici le vestigia longobarde costituiscono il residuo di quanto esisteva prima dei pesanti rimaneggiamenti avvenuti nei secoli successivi.
Il monumento longobardo più famoso e meglio conservato si trova a Cividale del Friuli ed è il cosiddetto Tempietto longobardo, edificato verso la metà dell'VIII secolo probabilmente come cappella palatina. È composto da un'aula a base quadrata con presbiterio costituito da un loggiato a tre campate coperto da volte a botte parallele. Della decorazione fa parte il "fregio" in controfacciata, costituito da sei figure di sante a rilievo in stucco eccezionalmente ben conservate.
Testimonianze maggiormente fedeli alla loro forma originale si ritrovano, invece, nella Langobardia Minor, a Benevento, dove si conservano la chiesa di Santa Sofia, un ampio tratto delle Mura e la Rocca dei Rettori, unici esempi superstiti di architettura militare longobarda. A Spoleto, sede dell'altro grande ducato della Langobardia Minor, l'ispirazione monumentale dei duchi longobardi si manifestò nell'VIII secolo con il rifacimento della chiesa di San Salvatore, già basilica paleocristiana del IV-V secolo, e nel Tempietto del Clitunno.

## Scultura

Adorazione dei Magi, rilievo dell'altare del Duca Rachis.

Battistero di Callisto, 730-740, 354 cm di altezza, Cividale del Friuli.

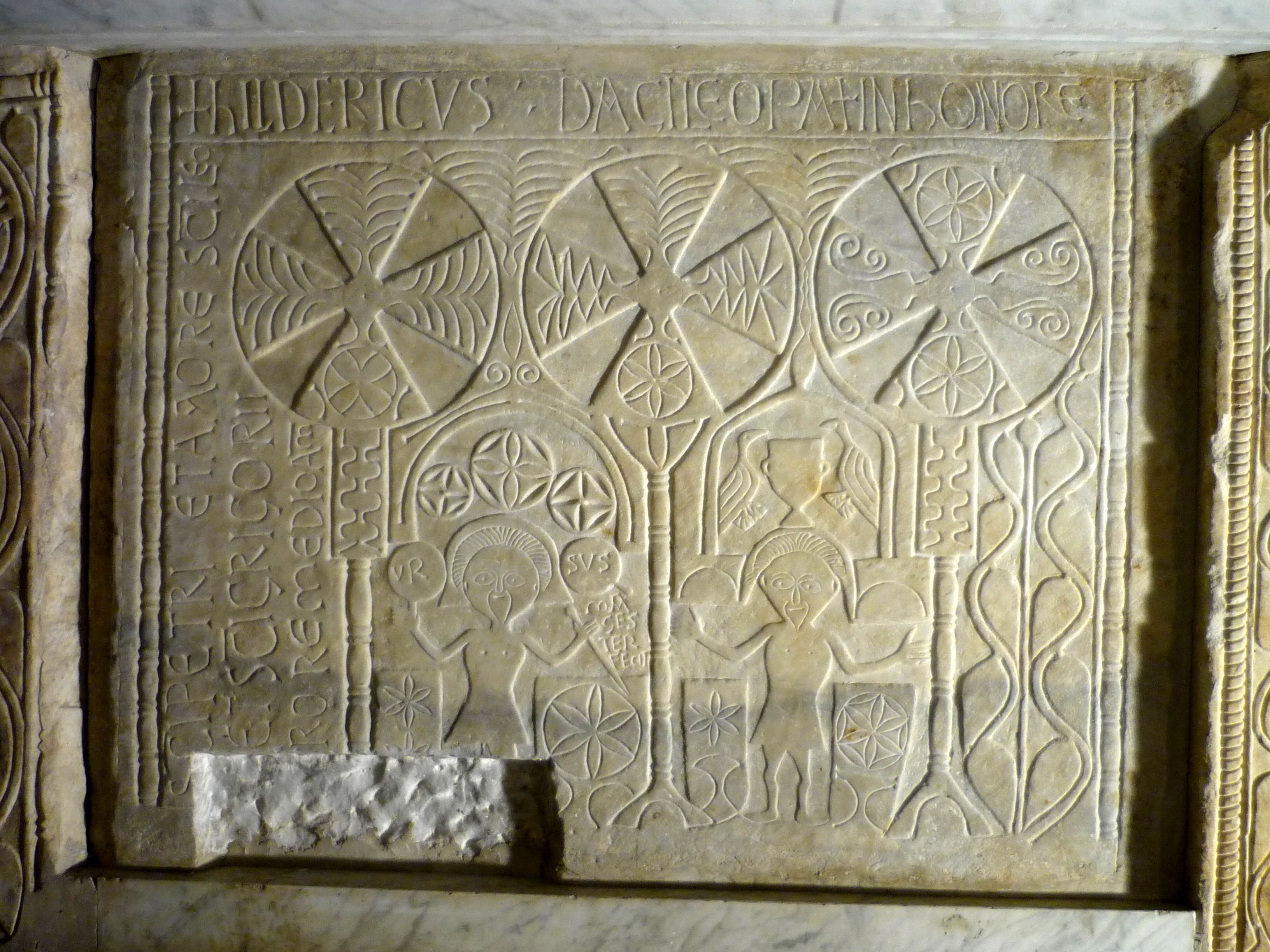
Lastra di Orso, VIII secolo.

Gli studi sulla scultura longobarda soffrono della decontestualizzazione dei reperti che giunge in alcuni casi alla perdita delle notizie circa la loro funzione e destinazione originaria; sono pochi i casi di corredi decorativi giunti a noi ancora in situ, come quelli di San Salvatore a Brescia e del Tempietto longobardo a Cividale. Come tutti i popoli germanici i longobardi non possedevano un'arte monumentale e una delle conseguenze più evidenti della dominazione longobarda sul territorio italiano fu dunque l'abbandono della scultura a tutto tondo in favore di una produzione che si limitava alla decorazione architettonica e all'arredo liturgico. La figura umana in forme monumentali riapparve nell'VIII secolo a Cividale nella decorazione a stucco del Tempietto longobardo dove la processione delle sante in controfacciata reinventa il tema processionale di ascendenza bizantina senza annullare il rilievo plastico delle figure.
Il repertorio formale dei longobardi era costituito dall'accostamento di elementi zoomorfi fortemente stilizzati e di elementi geometrici; le botteghe artigiane autoctone, già attive per una committenza ostrogota, trasposero questi stilemi, tipici dell'oreficeria alveolata, in ambito scultoreo dando luogo a una produzione che doveva essere originariamente completata da stucchi colorati e da inserti in diversi materiali policromi. Accanto a queste, tra il 600 e il 650, vennero prodotte opere legate alla cultura teodolindea, in cui si riprendevano motivi della tradizione iconografica paleocristiana, seppur espressi attraverso una diversa linearità astrattizzante, e in cui l'ornamentazione ritornava a essere impiegata con la consapevolezza del limite tra questa e il campo.
Il recupero dei modelli classici ebbe un notevole impulso verso la metà dell'VIII secolo con la produzione aulica legata alla corte del re Liutprando (inizio dell'VIII secolo, in particolare nel decennio 730-740 circa) che diede avvio a una nuova fase detta rinascenza liutprandea durante la quale gli artisti che lavoravano per la corte si orientarono con padronanza di mezzi tecnici verso modelli romani e bizantini. Rientrano in questo ambito i plutei provenienti dall'oratorio di San Michele alla Pusterla (plutei di Teodote, nel Museo Civico Malaspina di Pavia) e il fonte battesimale del patriarca Callisto a Cividale. Nei plutei di Teodote, entro elaborate cornici con tralci ed elementi vegetali, sono raffigurati due pavoni che si abbeverano a una fonte sormontata dalla croce e due draghi marini davanti all'albero della vita; il rilievo bidimensionale, ma profondamente staccato dal campo, produce un effetto calligrafico e la stilizzazione delle forme aumenta la valenza simbolica della figurazione. La stessa elaborazione e stilizzazione del repertorio naturalistico mediterraneo si trova nella lastra di Sigwald inserita nella base del battistero di Callisto (nel Museo Cristiano di Cividale), un ottagono con archetti a tutto sesto, colonne corinzie su una balaustra con frammenti di plutei marmorei. Le lastre scolpite del battistero (molto simili negli esiti formali all'altare del duca Rachis, forse addirittura dello stesso autore) rappresentano figure simboliche legate al sacramento del battesimo (pavoni e grifoni alla fonte, leoni ed agnelli, simboli cristologici e degli Evangelisti, ecc.). Anche sulle arcate si trovano iscrizioni e motivi decorativi vegetali, zoomorfi e geometrici; la valenza simbolica di questi rilievi trova nello stile astraente longobardo una maggiore coerenza rispetto ad altri tentativi di recupero della figura umana. È il caso dell'altare del duca Rachis, creato per il battistero di Cividale e ora nel Museo Cristiano: composto da un unico blocco di pietra d'Istria è scolpito con scene della storia di Cristo sulle quattro facce laterali. Le figure fortemente bidimensionali presentano un netto distacco della parte scolpita rispetto allo sfondo, come un disegno a rilievo. Questo effetto, assieme alla marcata stilizzazione delle figure e al senso calligrafico, rendono l'altare simile ad un monumentale cofanetto eburneo.

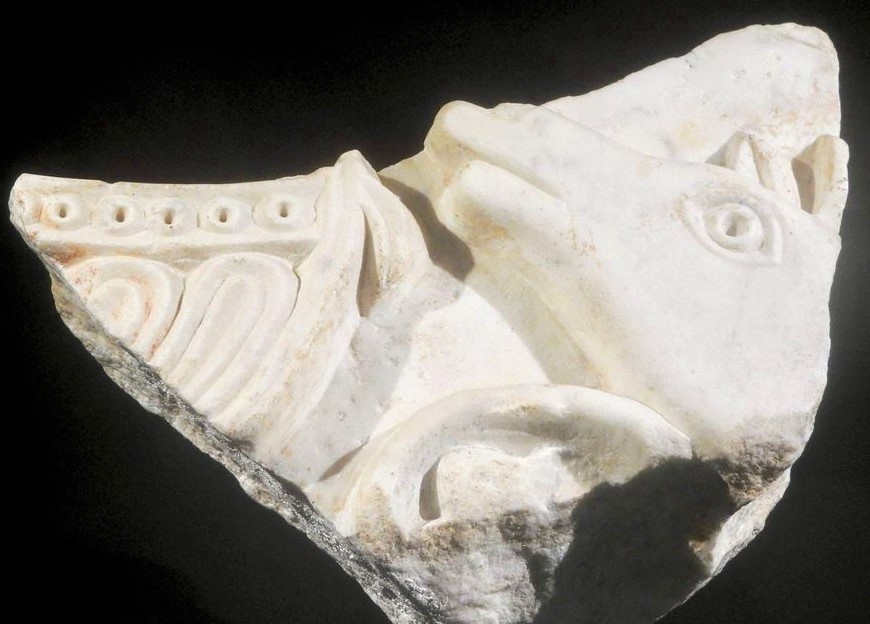
Frammento di pluteo con testa di agnello, VIII secolo, Pavia, musei Civici

In epoca liutprandea la persistenza della linea di produzione stilisticamente derivata dall'oreficeria è testimoniata da alcune opere tra le quali la lastra con pavone di San Salvatore a Brescia (della seconda metà dell'VIII secolo, ora al locale Museo di Santa Giulia) per il tralcio vegetale e la cornice inferiore a intreccio, e la lastra tombale di san Cumiano, presso l'abbazia di San Colombano a Bobbio, con un'iscrizione centrale racchiusa da una doppia cornice a motivi geometrici (serie di croci) e fitomorfi (tralci di vite). Tra i migliori esempi della “rinascenza liutprandea” vi è anche il frammento di pluteo con testa di agnello nell’atto di protendersi verso un kantharos proveniente dal sito dell’ex palazzo Reale di Corteolona (ora nei musei Civici di Pavia), che si caratterizza rispetto a gran parte dei bassorilievi coevi per l’alta qualità: la sporgenza dei rilievi è molto profonda, le superfici sono ben levigate (anche nel retro) tramite lime e abrasivi, tanto che non si scorgono segni di scalpelli, caratteristiche diffuse nella scultura tardo romana ma molto rare nella produzione dell’VIII secolo.
Durante l'VIII secolo la produzione plastica nei territori dei ducati sembra distaccarsi da quella aulica della corte manifestando una autonomia culturale confermata anche in ambito politico. Ne è un esempio, interessante anche per quanto riguarda il rapporto tra committente e artefice in epoca altomedievale, il paliotto del duca Ilderico, databile al periodo in cui Ilderico fu duca di Spoleto (739-742) e attribuito allo scultore Orso dall'iscrizione Ursus magester fecit, artista legato alle botteghe del luogo, in evidente contrasto con la coeva produzione pavese.
In area campana si trovano sia produzioni locali sia importazioni da Costantinopoli. Dopo il 774 e tra l'VIII e il IX secolo, la committenza longobarda dei territori meridionali sembra escludere per un certo periodo ogni riferimento alla produzione bizantina, per un ripiegamento verso tradizioni più proprie, di matrice orafa, dalle quali sembrano derivare i capitelli a incavo geometrizzante (se ne trovano a Sant'Angelo in Formis e nel chiostro di Santa Sofia a Benevento), sinché, con la riconquista bizantina dell'Italia meridionale a partire dall'876, la presenza bizantina si fece stilisticamente predominante.

## Pittura

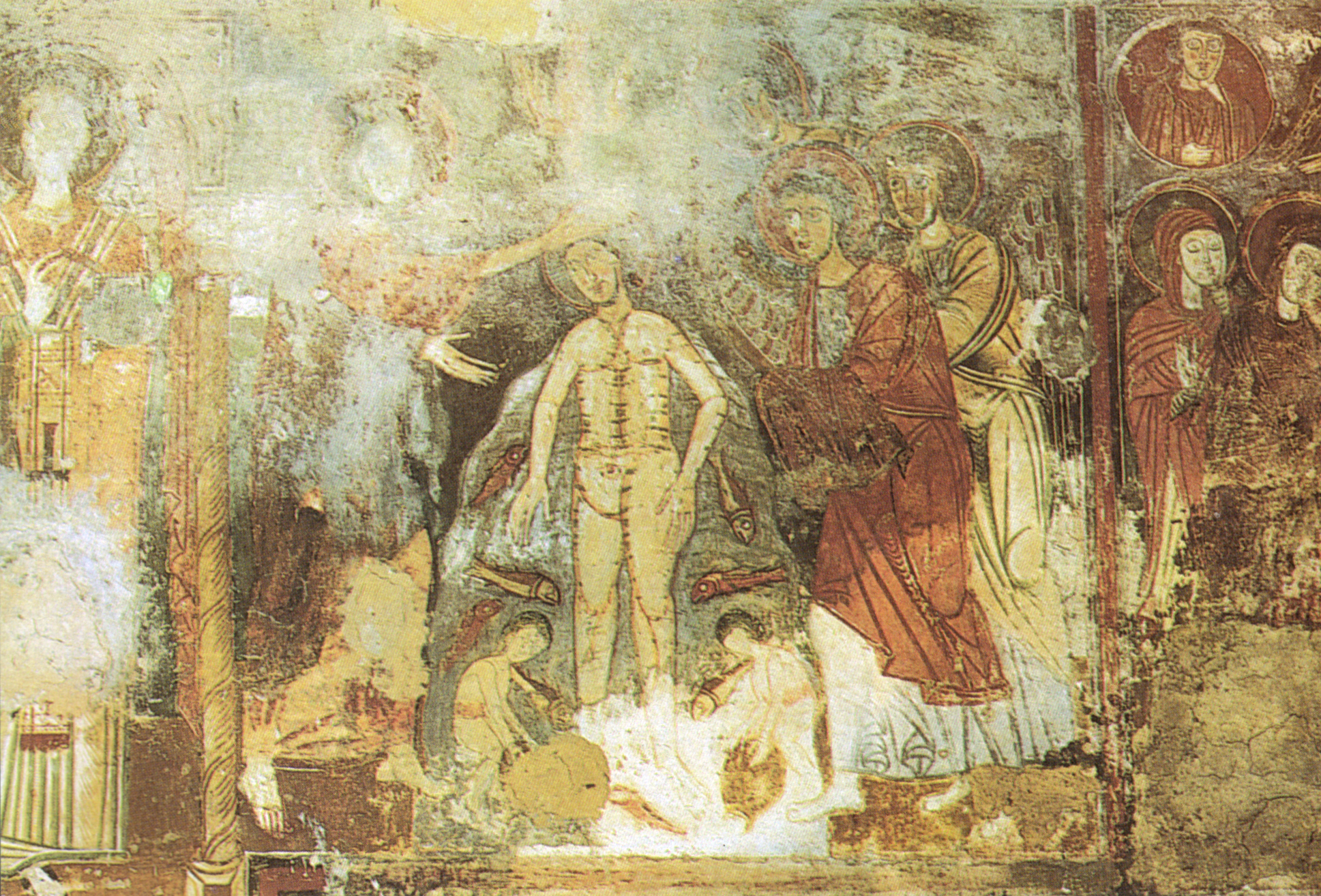
Olevano sul Tusciano, Grotta di San Michele, Battesimo di Cristo, affresco, IX secolo

L'avvicendarsi delle popolazioni dominanti, la diffusione delle conoscenze attraverso i canali dei monasteri e degli scriptoria e attraverso la mobilità degli stessi artefici, il sovrapporsi o approssimarsi delle culture, latina, greco-bizantina e germanica, vanificano in molti casi la possibilità di ricostruire e distinguere linguaggi e stili. Al nord, la perdita di molte testimonianze monumentali, relative ai soli due secoli di dominazione, rende difficile il riconoscimento di un'arte figurativa unitaria patrocinata dai longobardi; al sud, la persistenza per quattro secoli dei ducati e principati longobardi e l'autonomia del principato beneventano hanno permesso di distinguere una più compatta cultura figurativa beneventana che si identifica con la cultura della Langobardia Minor e che si intreccia con la cultura carolingia a san Vincenzo al Volturno e con quella di Montecassino.
Coevi all'edificio e alla decorazione plastica sono gli affreschi del Tempietto longobardo di Cividale, come è di piena età longobarda il ciclo, gravemente danneggiato, rinvenuto nella torre del monastero di Torba presso Castelseprio, una torre tardoantica riutilizzata nell'VIII secolo come cappella. I lacerti pittorici che si conservano nella chiesa di San Salvatore di Spoleto (seconda metà dell'VIII secolo) e gli affreschi, collegati alla decorazione scultorea, del tempietto del Clitunno, appartengono ad uno stesso ambito culturale, cui appartengono anche le maestranze operanti a Roma tra VII e VIII secolo. Benevento resta un centro di cultura longobarda sino alla conquista normanna; le due absidiole affrescate della chiesa di Santa Sofia sono tra le testimonianze più antiche della pittura legata alla dominazione longobarda e risalgono ad Arechi II, principe di Benevento dal 774.
Fondato da nobili longobardi di Benevento nel 703, il monastero di San Vincenzo al Volturno sfuggì presto al controllo del potere longobardo allineandosi alla politica carolingia e divenendo un importante centro di diffusione culturale; la più antica testimonianza pittorica del monastero è costituita da un ciclo di profeti, estremamente frammentario, dipinto per l'abate franco Giosuè, predecessore di Epifanio, che decorava un ambiente nei pressi del refettorio. Gli affreschi più noti di San Vincenzo sono del tempo dell'abate Epifanio (797-817) e ricoprono interamente le pareti e le volte della cripta appartenuta a un edificio chiesastico perduto. Il programma, di grande spessore intellettuale, deriva, benché variamente interpretato, dai testi di Ambrogio Autperto, un intellettuale franco, abate del monastero nel 777-778, nei quali viene dato particolare risalto alla figura della Vergine. Gli affreschi, ricchi di drammaticità e privi di inquadramento architettonico mostrano, benché legati alla cultura carolingia, uno stile vicino alla scuola di miniatura beneventana, per i colori luminosi, ricchi di lumeggiature, e per il disegno sciolto. È stato sottolineato come assai forte sia in questi affreschi anche la componente settentrionale, con particolare riferimento alle pitture del monastero di San Giovanni in Val Müstair e a quelle di Torba, evidenziatasi in una stessa e caratteristica maniera di disegnare i finti marmi.
Altre testimonianze pittoriche in parte collegabili alla scuola beneventana in Campania, Molise e Puglia, databili tra la fine dell'VIII e il IX secolo, si trovano nella grotta di San Biagio a Castellammare di Stabia, nella chiesa dei Santi Rufo e Carponio a Capua, nella Grotta di San Michele a Olevano sul Tusciano e nelle chiese di Santa Maria de Lama, Sant'Andrea della Lama e San Pietro a Corte a Salerno, nel tempietto di Seppannibale a Brindisi e nel Santuario di San Michele Arcangelo sul Gargano (fondato nel VI secolo).
In epoca longobarda alcuni collocano anche gli affreschi della Chiesa di Santa Maria foris portas di Castelseprio, anche se la loro datazione è molto dibattuta ed oggi sembra propendere per un artista bizantino. Anche dal punto di vista dei contenuti simbolici il ciclo esprimerebbe una visione della religione perfettamente congruente con l'ultima fase del regno longobardo: eliminata, almeno nominalmente, la concezione di Cristo ariana, dove viene ribadita nelle scene dipinte la consustanzialità delle due nature, umana e divina, del Figlio di Dio.

## Miniatura
La miniatura in età longobarda conobbe, soprattutto all'interno dei monasteri, un particolare sviluppo, tanto che è definita Scuola longobarda (o "franco-longobarda") una peculiare tradizione decorativistica. Questa espressione artistica raggiunse la più alta espressione nei codici redatti monasteri dalla seconda metà dell'VIII secolo.

## Tessitura a tavolette
La tessitura a tavolette era usata dai Longobardi per produrre passamanerie e decorazioni di abiti molto elaborate impreziosite con fili aurei, come testimoniano i rinvenimenti nelle sepolture in località San Martino presso Trezzo d'Adda.